# Koningin Máximakazerne
De Koningin Máximakazerne is een kazerne van de Nederlandse Krijgsmacht aan de Sloterweg in Badhoevedorp. Op de kazerne zijn eenheden van de Koninklijke Marechaussee (KMar) werkzaam die verantwoordelijk zijn voor de beveiliging op de Luchthaven Schiphol.
De volgende eenheden van de KMar zijn op de kazerne gestationeerd:
- Brigade Operationele Service & Support;
- Brigade Politie & Beveiliging;
- Brigade Toezicht Beveiliging Burgerluchtvaart.[2]

## Geschiedenis
Sinds 1946 is de KMar verantwoordelijk voor de grensbewaking op Schiphol waarbij deze gestaag meegroeide met de luchthaven. Sinds 1993 werd de KMar ook belast met de politietaak op de luchthaven en de beveiliging van de burgerluchtvaart. Deze aanvullende taken zorgde ervoor dat er meer ruimte nodig was voor de Marechaussee.
Uiteindelijk ging de Tweede Kamer in 2001 akkoord met het project. Van 2001 tot 2010 was de Architect Zvi Heckler bezig met het ontwerp van de nieuwe kazerne die de KMar nabij Schiphol zou moeten faciliteren. In 2009 begon de bouw, die tot 2018 duurde.
Nog voordat de gehele kazerne af was werd het complex op 26 november 2013 geopend door Koningin Máxima onder begeleiding van de toenmalige commandant KMar Luitenant-generaal Hans Leijtens en toenmalig Districtscommandant Schiphol Brigadegeneraal Harry van den Brink. Daarbij werd ook het kunstwerk 'De Troon van Máxima' op de kazerne onthuld waarin haar naam was verwerkt. Met de opening van de kazerne waren locaties waar voorheen KMar personeel gelegerd/gewerkt werd zoals Triport II, Complex de Elzenhof, Schiphol Oost en het World Trade Center Schiphol Airport (WTC) niet meer benodigd voor de KMar.

## Eigenschappen
De kazerne is een multifunctioneel complex met kantoren, 340 slaapvertrekken, een restaurant, vergaderruimtes, sport- en trainingsfaciliteiten,  een meldkamer, schietbanen en een school voor interne opleidingen. Vanuit de lucht en vanaf de landingsbanen gezien moet het complex een gedurfd architectonisch accent vormen voor de hoofdingang van Nederland.
Het complex is gebouwd in lagen van gebouwen van verschillende hoogtes, waarbij de hogere gebouwen strategisch rond de randen van het terrein zijn geplaatst, terwijl de lagere dichter bij het centrum zijn gesitueerd. De gelaagde opzet van het ontwerp is ook verticaal doorgevoerd. Terwijl de eerste twee verdiepingen rechthoekig, monolithisch en in beton gegoten zijn, zijn de bovenste twee verdiepingen licht, gebouwd in metaal en glas, in een dynamische slangachtige vorm.
Het complex wordt beschermd tegen het lawaai van de snelweg en de landingsbanen van het vliegveld door een acht meter hoge gronddijk. In verband met het vliegverkeer zijn de gebouwen maximaal 20 meter hoog.

## Border Security Training Centre
Op de Koningin Máximakazerne is ook het Border Security Training Centre (BSTC) gevestigd. Het BSTC is onderdeel van het Team Grenspolitietaken (GPT) en een buitenlocatie van het Opleidings-, Trainings- en Kenniscentrum van de KMar. Het BSTC is sinds 2015 gevestigd op de Koningin Máximakazerne en beschikt over een groot auditorium, een nagebouwd vliegtuig (mockup), leslokalen, computerlokalen en een ruimte voor documentenonderzoek.
Bij het BSTC wordt jaarlijks ongeveer 125 keer de zogenaamde 'inflight security trainingen' aan cabine- en cockpitpersoneel van Nederlandse luchtvaartmaatschappijen gegeven. Het BSTC leidt ook KMar-begeleiders (Deze begeleiden illegale vreemdelingen, die niet vrijwillig wensen terug te keren naar het land van herkomst) en leden van de Gewapende Beveiliging Burgerluchtvaart op. Het fungeert ook als 'Frontex Partnership Academy'. Dit houdt in dat het BSTC haar faciliteiten en trainers beschikbaar stelt aan het Europese grensagentschap. Verder stelt het BSTC zijn faciliteiten beschikbaar aan interne en externe partners.